# 中国政府中东问题特使列表
中国政府中东问题特使是中华人民共和国政府任命的特使，主要职责为解决中东问题，促进中东地区和平。

## 历任特使列表

### 中国政府中东问题特使（2002年至今）
2002年9月，中国政府开始任命中国中东问题特使。自2019年9月翟隽担任特使起，特使职务名称规范为中国政府中东问题特使。
| 姓名   | 任命         | 免职         | 外交衔级 | 外交职务 | 备注 | 备注 |
| ------ | ------------ | ------------ | -------- | -------- | ---- | ---- |
| 王世杰 | 2002年9月    | 2006年4月1日 | 大使     | 特使     |      |      |
| 孙必干 | 2006年4月1日 | 2009年3月    | 大使     | 特使     |      |      |
| 吴思科 | 2009年3月    | 2014年9月3日 | 大使     | 特使     |      |      |
| 宫小生 | 2014年9月3日 | 2019年8月    | 大使     | 特使     |      |      |
| 翟雋   | 2019年9月2日 | 现任         | 大使     | 特使     |      |      |